# Karrierecenter der Bundeswehr

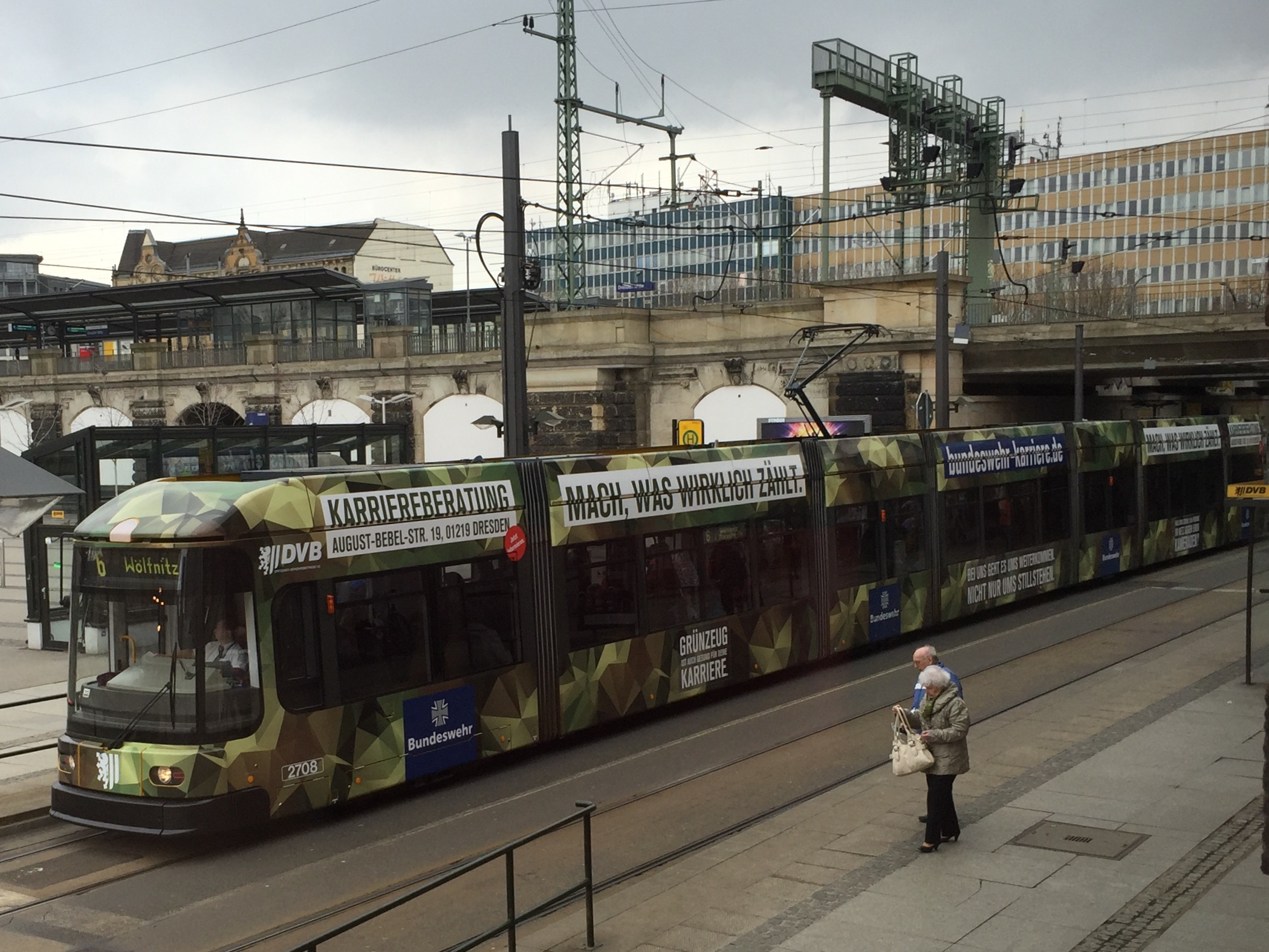
Bundeswehrwerbung an einer Dresdener Straßenbahn

Die Karrierecenter der Bundeswehr (KarrCBw) sind dem Bundesamt für das Personalmanagement der Bundeswehr (BAPersBw) unmittelbar nachgeordnete Bundesbehörden. Als Teil der Personalgewinnungsorganisation der Bundeswehr tragen die Karrierecenter zur externen personellen Bedarfsdeckung bei. Sie nehmen die Aufgabe des Berufsförderungsdienstes sowie die nach Aussetzung der Wehrpflicht verbliebenen Aufgaben der Kreiswehrersatzämter (z. B. Betreuung von Reservisten und Wehrersatzwesen) wahr.
In der 2022 eingenommenen Struktur der Personalgewinnungsorganisation der Bundeswehr gibt es sechs Karrierecenter mit Assessment in Hannover (I), Mainz (II), Düsseldorf (III), München (IV), Berlin (V) und Stuttgart (VI), zwei mit Potenzialfeststellung und Assessment in Erfurt und Wilhelmshaven sowie sieben ohne Assessment in Dresden, Kassel, Kiel, Magdeburg, Nürnberg, Saarlouis und Schwerin. Insgesamt wird an 99 Standorten eine Karriereberatung angeboten, in der Regel in Karriereberatungsbüros, welche einem der Karrierecenter zugeordnet sind.

## Geschichte
Im Rahmen der Neuausrichtung der Bundeswehr wurden zum 1. Dezember 2012 die Zentren für Nachwuchsgewinnung (ZNwG) in Karrierecenter (KarrC Bw) mit Assessment (AC) umbenannt. Zu den bereits existierenden Assessment-Centern wurden in Erfurt, Stuttgart und Mainz drei neue Karrierecenter in Dienst gestellt. Außerdem wurden acht weitere Karrierecenter ohne Assessment geschaffen, die unter anderem für die Reservistenbetreuung und regionale Karriereberatung zuständig sind. Die Karrierecenter nehmen Aufgaben der ehemaligen Kreiswehrersatzämter wahr.

## Aufgaben
Die Aufgaben der Karrierecenter sind, für die militärischen und zivilen Karrieren bei der Bundeswehr zu werben und Interesse zu wecken sowie Informationsveranstaltungen an allgemeinbildenden und berufsbildenden Schulen (BBS), Messen sowie weiteren Ausbildungseinrichtungen im Rahmen der Nachwuchswerbung und -gewinnung durchzuführen. Sie bieten umfassende Beratungsgespräche an und prüfen dabei die Einstellungsvoraussetzungen von potenziellen Bewerbern. Die Karrierecenter führen die Eignungsfeststellung junger, ungedienter Personen und Wiedereinsteller für den Dienst in der Bundeswehr in den Laufbahnen Mannschaften und Unteroffiziere mit und ohne Portepee sowie von Freiwillig Wehrdienstleistenden und Laufbahnwechslern durch. Zudem obliegt ihnen die Potenzialfeststellung Soldaten im Rahmen der Statusentscheidung zum Berufsunteroffizier und Offizier des militärfachlichen Dienstes. Für Bewerber für die Beamtenlaufbahnen im mittleren nichttechnischen Verwaltungsdienst und dem technischen Verwaltungsdienst der Fachrichtungen Feuerwehr und Fernmelde- und elektronische Aufklärung führen die Karrierecenter Auswahlverfahren durch. Für die Eignungsfeststellung der Offizierbewerber und der Interessenten für den gehobenen und höheren Dienst ist das Assessmentcenter für Führungskräfte der Bundeswehr (ACFüKrBw) in Köln zuständig.
Im Bereich des Reservewesens ziehen die Karrierecenter die Reservisten zu Dienstleistungen heran, führen Reservistenbetreuung durch und unterstützen die freiwillige Reservistenarbeit. Zudem ist der Berufsförderungsdienst der Bundeswehr in die Karrierecenter eingegliedert.
An den Karrierecentern wie auch am ACFüKrBw wird die körperliche und intellektuelle Leistungsfähigkeit und charakterliche und gesundheitliche Eignung der Bewerber für den Soldatenberuf untersucht. Dazu durchläuft der Bewerber mehrere Leistungstests, eine ärztliche Untersuchung und ein diagnostisches Gespräch mit einer Prüfgruppe. Diese Prüfgruppe arbeitet nach dem Kommissionsprinzip und setzt sich aus einem Prüf(stabs)offizier und einem Psychologen zusammen. Je nach Aktenlage und Personalsituation kann es auch zu Einzelprüfungen durch einen Psychologen oder Offizier kommen. Nach dem Gespräch bewertet diese Prüfgruppe die charakterlichen Eignungsmerkmale des Bewerbers und spricht eine Laufbahnempfehlung aus. Danach geht der positiv geprüfte Bewerber weiter zum Dezernat Einplanung, wo ihm in der Stellenbörse passende ausgeschriebene Dienstposten aufgezeigt werden, sofern dies möglich ist.